# Xadrez no Reino Unido

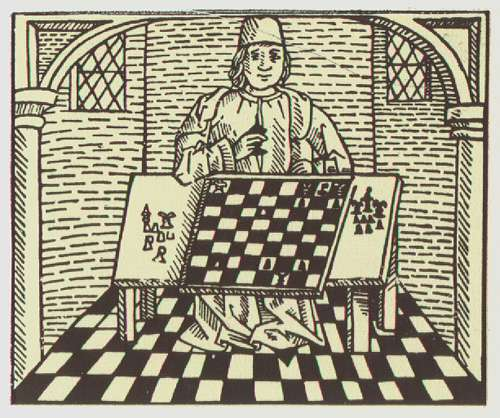
Ilustração do livro The Game and Playe of the Chesse de William Caxton.

O Xadrez no Reino Unido refere-se a contribuição d Reino Unido, principalmente Inglaterra e Escócia na história do xadrez desde sua assimilação no século XII até a atualidade. Os ingleses receberam o xadrez a partir dos países nórdicos e durante as cruzadas, embora as regras do jogo ainda fossem idênticas ao do Xatranje. Apesar das eventuais restrições religiosas o jogo se popularizou entre a corte, sendo considerado um atributo digno de um cavaleiro.
A invenção da prensa de tipos móveis de Johannes Gutenberg por volta do século VX, fomentou a impressão de livros sobre o xadrez. O livro The Game and Playe of the Chesse(1483) de William Caxton foi o segundo livro com maior tiragem da época, sendo superado somente pela Bíblia, e foi encontrado pelo historiador do xadrez Tassilo von Heydebrand und der Lasa em quase toda biblioteca medieval.
Por volta do século XVIII, o inglês Howard Staunton vence o francês Saint-Amant elevando a inglaterra ao centro da prática do xadrez moderno. Staunton organizou o primeiro torneio internacional em Londres, no ano de 1851 e em seguida outras capitais realizaram suas edições. Ainda no século XVIII, é realizada a primeira partida epistolar entre o clube escocês Edinburgh Chess Club e o London Chess Club da Inglaterra.